# Rundstrecke
Ein Rundstrecke, auch Rundkurs genannt, ist eine geschlossene Rennstrecke. Auf Rundstrecken werden im Motorsport Rundstreckenrennen ausgetragen, bei denen der Kurs von zwei oder mehreren Automobilen mehrfach zu umrunden ist, die gleichzeitig auf derselben Strecke fahren. Anders als bei einem Rundkurs liegen bei einer offenen Rennstrecke Start und Ziel getrennt voneinander, und die Strecke wird nur einmal befahren.
Die Länge einer Rennrunde kann stark variieren. Kartbahnen sind nur ungefähr einen Kilometer lang, während Rundkurse für Tourenwagen und Formelsport meist zwischen 3,5 und 7 km lang sind. Längere Kurse wie die Nordschleife des Nürburgrings sind je nach Streckenvariante 20 bis 25 Kilometer lang. Die längste Strecke, auf der in der Nachkriegszeit Wettbewerbe mit internationalem Prädikat ausgetragen wurde, war die Targa Florio auf Sizilien mit über 70 km Rundenlänge. Die insgesamt längste für Sportwagenrennen genutzte Strecke war die Mille Miglia, ein Dreieckskurs in Italien über rund 1.600 Kilometer sonst öffentlicher Straßen, der pro Rennen nur einmal durchfahren wurde.

## Systematik
Man unterscheidet Rundstrecken hinsichtlich
- der Fahrtrichtung im oder gegen den Uhrzeigersinn (oder in Form einer Acht);
- der Streckenführung: Straßenkurse haben Rechts- und Linkskurven, wogegen Ovalkurse nur aus maximal vier Links- oder vier Rechtskurven bestehen;
- des Bodenbelags aus Asphalt, Beton, Gras, Erde, Sand, Schotter oder Eis;
- der Nutzung: Formelsport, Tourenwagenrennen, Sportwagenrennen, Motorradrennen, Kartrennen, Motocross, Rallycross, Autocross, Speedway, Eisspeedway etc.;
- der Nutzungsdauer: temporäre Rennstrecken wie Stadtkurse oder Flugplatzkurse werden nur zeitweilig eingerichtet, während permanente Rennstrecken jederzeit genutzt werden können.

## Laufsport
Im Laufsport werden im Ultramarathon Stundenläufe auf Rundkursen ausgetragen. Die Rundenlänge variiert zwischen einem und mehreren Kilometern, auf denen entweder 6-Stunden-, 12-Stunden- oder 24-Stunden-Läufe absolviert werden. Daneben gibt es auch Wettbewerbe von mehr als 24 Stunden Dauer auf längeren Strecken. Auf der 400-Meter-Bahn wird bei Wettbewerben von 12 Stunden Dauer und aufwärts teilweise stündlich die Laufrichtung gewechselt, um einem einseitigen Ermüden der Athleten vorzubeugen. Auch auf Finnenbahnen ist diese Form nicht ungewöhnlich.
Rundkursen kommt für die DLV- und somit IAAF-Zulassung als bestenlistenfähige Strecke eine besondere Bedeutung zu. So dürfen Start und Ziel einer stadionfernen Veranstaltung nicht weiter als 50 % der Streckenlänge auseinanderliegen. Gemeinsam mit anderen Kriterien gewährleistet diese Vorschrift eine internationale Vergleichbarkeit von Wettkampfstrecken.